# 6050 Miwablock
6050 Miwablock este o planetă minoră (asteroid), cu un diametru de 2,884 km, din Asteroid Amor. A fost descoperită pe 10 ianuarie 1992 la Observatorul Național Kitt Peak de Spacewatch. 
Obiectul prezintă o orbită caracterizată de o semiaxă mare de 2,2019973 UAi, o excentricitate de 0,4355, o înclinație de 6,40568 ° în raport cu ecliptica.